# Silvia Pellegrini
Silvia Pellegrini (* 18. Juli 1965 in Mailand) ist eine römisch-katholische Theologin.

## Leben
Pellegrini studierte nach ihrer Schulzeit klassische Philologie an der Università Cattolica del Sacro Cuore in Mailand. 2000 erwarb sie den Grad eines Doktors der Theologie an der Evangelisch-Theologischen Fakultät der Humboldt-Universität zu Berlin. Seit 2009 ist Pellegrini Professorin am Lehrstuhl für Biblische Theologie der Universität Vechta. Ebenfalls hat sie diesen Lehrstuhl auch an der Universität Osnabrück inne.

## Publikationen (Auswahl)
- Elija – Wegbereiter des Gottessohnes. Eine textsemiotische Untersuchung im Markusevangelium (= Herders Biblische Studien 26), Herder, Freiburg 2000
- L’ultimo segno. Il messaggio della vita nel racconto della risurrezione di Lazzaro (“Collana Scienze Religiose. Nuova Serie” EDB), Bologna 2006.
- War Jesus tolerant? Modelle der Toleranz und der Intoleranz in der frühen Jesusüberlieferung (SBS 212), Stuttgart: Verlag Katholisches Bibelwerk, Stuttgart 2007.
- Das Protevangelium des Jakobus. In: Christoph Markschies, Jens Schröter (Hrsg.): Antike christliche Apokryphen in deutscher Übersetzung. 7. Auflage, Band I: Evangelien und Verwandtes, Teilband 2. Mohr Siebeck, Tübingen 2012, ISBN 978-3-16-149951-7, S. 903–929 (Einleitung, Übersetzung ab S. 914), online (PDF; 1,5 MB).